# Parafia św. Andrzeja Apostoła w Nowakach
Parafia świętego Andrzeja Apostoła w Nowakach – parafia rzymskokatolicka, znajdująca się w diecezji opolskiej, w dekanacie Otmuchów.
Parafię obsługuje proboszcz parafii św. Bartłomieja w Radzikowicach.